# Хай-хет (музичний інструмент)

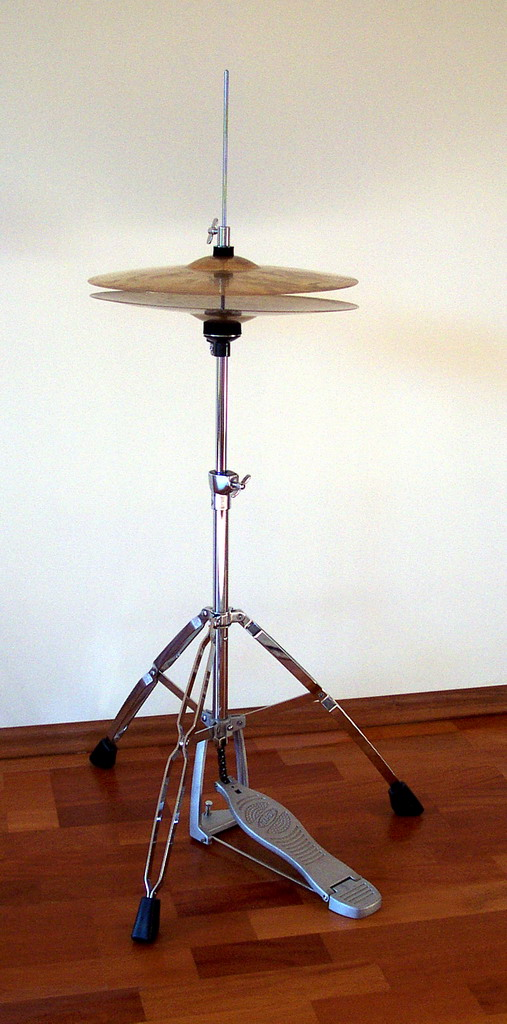
Хай-хет

Хай-хет (англ.  Hi-hat) — тип тарілок зі стійкою, використовуваний  в ударній установці для більшості стилів популярної музики. Хай-хет складається з двох тарілок, "top" і "bottom".  Хай-хет "top" і "bottom" легко відрізнити навіть якщо стерлися назви. "Top" - легше, тонше і звук більш високий. Тарілки в зібраному вигляді спрямовані дном одне до одного. Тарілка "bottom" просто перевертається і насаджується на стрижень. Тарілка "top" тримається інакше, а саме затискається спеціальним барабанним "замком" який надівається на стрижень і затискається на ньому, ніби висячи в повітрі. Завдяки цьому, при натисканні педалі, тарілки з'єднуються утворюючи звук. Стрижень проходить через порожню трубу стійки і кріпиться до педалі, що управляє рухом тарілок. При натисканні педалі верхня тарілка притискається до нижньої («закритий хет»). Коли педаль відпущена, тарілка повертається до початкового положення («відкритий хет»). Сила, необхідна для натискання педалі і швидкість руху регулюються пружиною. Хай-хет був винайдений ударником Віком Бертоном і сконструйований Кайзером Маршалом у 2-й половині 1920-х років.
На хай-хеті грають барабанними паличками. При цьому педаллю відкривають і закривають тарілки, тим самим змінюючи звучання. Звук виникає і при ударі тарілок одна об одну.

## Варіації хай-хета
- X-hat — хет, зафіксований в одному положенні (відкритий, закритий, напіввідкритий). Використовується, коли ноги зайняті, наприклад, на педалях бас-барабана.
- Triple hi-hat — хет з 3 тарілками. При грі верхня і нижня рухаються одночасно, а середня залишається на місці.
- Електронний хай-хет — пристрій, що імітує гру на цьому хай-хэте. Виготовлений із пластику (гуми) з вбудованими датчиками.